# Bedenik
Bedenik falu Horvátországban Belovár-Bilogora megyében. Közigazgatásilag Nova Račához tartozik.

## Fekvése, éghajlata
Belovár központjától légvonalban 15, közúton 18 km-re délkeletre, községközpontjától 5 km-re északkeletre, a Bedenička-patak bal partján fekszik.

## Története
Területe a 17. századtól népesült be, amikor a török által elpusztított, kihalt területre folyamatosan telepítették be a keresztény lakosságot. 1774-ben az első katonai felmérés térképén „Dorf Bedenik” néven találjuk. A település katonai közigazgatás idején a szentgyörgyvári ezredhez tartozott.
Lipszky János 1808-ban Budán kiadott repertóriumában „Bedenik” néven szerepel. Nagy Lajos 1829-ben kiadott művében „Bedenik” néven 148 házzal, 418 katolikus és 364 ortodox vallású lakossal találjuk.
A katonai közigazgatás megszüntetése után Magyar Királyságon belül Horvát-Szlavónország részeként, Belovár-Kőrös vármegye Belovári járásának része volt. 1857-ben 862, 1910-ben Babinaccal együtt 1467 lakosa volt. A Monarchia idején jelentős számú magyar lakosság települt be a faluba. Az 1910-es népszámlálás szerint a falu lakosságának 53%-a magyar, 28%-a horvát, 12%-a szerb anyanyelvű volt. 1918-ban az új szerb-horvát-szlovén állam, majd később Jugoszlávia része lett. 1941 és 1945 között a németbarát Független Horvát Államhoz, majd a háború után a szocialista Jugoszláviához tartozott. 1991-től a független Horvátország része. 1991-ben lakosságának 58%-a horvát, 16%-a magyar, 12%-a albán, 5%-a szerb nemzetiségű volt. 2011-ben 461 lakosa volt, akik főként mezőgazdasággal foglalkoztak.

## Lakossága
| Lakosság változása | Lakosság változása | Lakosság változása | Lakosság változása | Lakosság változása | Lakosság változása | Lakosság változása | Lakosság változása | Lakosság változása | Lakosság változása | Lakosság változása | Lakosság változása | Lakosság változása | Lakosság változása | Lakosság változása | Lakosság változása |
| ------------------ | ------------------ | ------------------ | ------------------ | ------------------ | ------------------ | ------------------ | ------------------ | ------------------ | ------------------ | ------------------ | ------------------ | ------------------ | ------------------ | ------------------ | ------------------ |
| 1857               | 1869               | 1880               | 1890               | 1900               | 1910               | 1921               | 1931               | 1948               | 1953               | 1961               | 1971               | 1981               | 1991               | 2001               | 2011               |
| 862                | 1.037              | 1.023              | 726                | 844                | 1.467              | 1.344              | 776                | 845                | 816                | 763                | 698                | 686                | 723                | 584                | 461                |

(1857 és 1880, valamint 1910 és 1921 között a szomszédos Babinac lakosságát is ide számították.)

## Nevezetességei
A fau közepén található templom már a 18. században is állt. Egyhajós épület keletelt szentéllyel, a nyugati homlokzat feletti harangtoronnyal, melyet piramis alakú toronysisak fed.